# Liutprand
Liutprand (? – januar 744) var en langobardisk konge af Italien der regerede fra 712 til 744. Han var søn af den tidligere konge Ansprand og ligeledes hertug af Asti. Liutprand blev den langobardiske konge med den længste regeringstid og huskes som en af langobardernes største konger. Han var på samme tid frygtet og elsket af folket for sin kyndige lovgivning og effektive militærkommando såvel som for sit personlige mod. I løbet af hans 31 år lange regeringstid kom han i konflikt med stort set alle andre i Italien – konflikter han som regel løste som sejrherre. Specielt profiterede han af grækernes svaghed ved at udvide langobardernes rige i området Emilia-Romagna.
Liutprand startede ellers livet på anderledes ugunstige vilkår. Som søn af Ansprand, der efter et nederlag til til Aripert II måtte søge tilflugt i Bayern uden sin familie, blev Liutprand sammen med sin mor, ældre søster og bror overladt til Ariperts nåde – som viste sig ikke at være overvældende. Moren Theodorada og søsteren Aurona blev vansiret for at ødelægge deres skønhed og fik deres næse og ører skåret af, broren Sigiprand fik øjnene revet ud. Kun Liutprand alene slap uskadt da Aripert regnede ham for ubetydelig og for ung. Han slap da over til sin far i Bayern

## Familie
Liutprands primære allierede i starten af hans regentperiode var bavarierne nord for Italien, hos hvis konge, agilolfingeren Theodo, Liutprand med sin far havde tilbragt ni års landflygtighed og som derefter havde givet dem hæren der omstyrtede Aripert. Alliancen blev cementeret ved den sædvanlige udveksling af kvinder: Liutprand tog som kone agilolfingeren Guntrud, men hun fødte ham ingen sønner, så dan han i år 737 blev ramt af en alvorlig sygdom indsatte de langobardiske hertuger hans nevø Hildeprand som medkonge. Ifølge Paulus Diaconus gjorde dette Liutprand rasende da han var kommet sig over sin sygdom, men han indså også snart nødvendigheden deraf for at sikre et stabilt tronskifte.

## Militære kampagner
Liutprand førte i starten af sin regeringsperiode en fredelig udenrigspolitik med både Byzans og Pavestaten. Han tvang endda hertugen af Spoleto, Faroald til at give Ravennas havn tilbage til byzantinerne. Stadig i 715 søgte han at opholde den fredsaftale med byzantinerne som Perctarit og Cunipert havde underskrevet i 680 og for at vise sit venskab til den nye pave Gregorius II returnerede han De cottiske Alper til Kirkestaten. Disse var allerede en gang blevet doneret til paven af Aripert II, men var igen blevet konfiskeret af langobarderne efter hans død.

### Konflikt med Byzans
Efter den byzantinske kejser Justinianus død i 711 og dermed enden på Herakleios kejserdynasti blev det Østromerske rige kastet ud i en ødelæggende intern splid. Denne splid blev forstærket af uro i forbindelse med ikonoklasmen, hvor de italienske katolske provinser vendte sig stærkt imod kejseren i Konstantinopel, og desuden led Italien under en brandbeskatning. Alt dette bidrog til modne dem til oprør og overtagelse. I år 717 brød Liutprand freden, da han benyttede sig af lejligheden af at byzantinerne var optaget andetsteds med krige mod araberne. Liutprand angreb da Ravenna og plyndrede byens havne. Samtidig og med Liutprands hjælp indtog hertugdømmet Spoleto den byzantinske region Narni og hertugdømmet Benevento indtog Kyme. De områder der nu var i langobardernes hænder afskar Rom fra de andre byzantinske områder i Italien, men sejrene var kortlivede: Liutprand trak sig snart tilbage mod nord og den byzantinske hertug af Napoli John I genindtog Kyma.
I 726 brød skismaet omkring ikonoklasmen ud i fuld lue. Kejser Leo III udstedte det første af mange dekreter der forbød afbildninger eller ikoner, hvilket bl.a. i Italien udmøntede sig i at den byzantinske hertug af Napoli, Exhiliratus, blev dræbt af en ophidset menneskemængde da han prøvede at implementere den kejserlige ordre om at ødelægge alle ikoner. Samtidig prøvede Konstantinopel med en tvingende finanspolitik at bringe Rom – der nominelt tilhørte det østromerske kejserrige – helt ind under sin kontrol. Pave Gregorius II stillede sig da i spidsen for et oprør der opslugte store dele af de byzantinske besiddelser i Italien.
Liutprand fremstillede sig som pavens og katolicismens beskytter, krydsede i 727 Po-floden og besatte de byzantinske områder syd for Ravenna, inklusiv Bologna, Osimo, Rimini og Ancona, sammen med de andre byer i Emilia og Pentapolis. Liutprand indtog også Ravennas havneområde (Classis), men formåede ikke på daværende tidspunkt at indtage selve Ravenna.
De første maur- og saracener-angreb på Korsika – nominelt under Byzantinsk overherredømme – begyndte i denne periode (713-719). Byzantinerne var ikke i stand til at beskytte Korsika mod araberne, så Liutprand sprang til som kristendommens beskytter og indtog øen omkring år 725.

### Konflikt mod langobardiske hertugdømmer
I mellemtiden havde de centralitalienske hertugdømmer Spoleto og Benevento styrket deres forbindelse til pavestaten, som de nu prøvede at få til at stille sig bag deres oprør mod Pavia, for at få forløst deres ambitioner om uafhængighed. I 729 skiftede Liutprand derfor brat alliancer og indgik en aftale med byzantinerne om at støtte deres bestræbelser på at få kontrol over Rom (formelt stadig byzantinsk territorium), mod at grækerne støttede Liutprands i hans kamp mod de oprørske hertuger.
Han marcherede da imod Spoleto hvor hertugerne Romuald af Benevento og Thrasimund af Spoleto hurtigt opgav deres oprørsplaner og sendte ham gidsler som segl på deres fremtidig troværdighed – men det skulle nu alligevel vise sig at Pavias kontrol med hertugdømmerne blev kortvarig. Efter Spoleto marcherede Liutprand videre mod Rom, hvor han stillede sine styrker op under Roms mure hvor han forhandlede med pave Gregorius II og overtalte ham til at forny sit tilhørsforhold til kejseren i Konstantinopel.

## Frankerne
Efter at kong Theodo var død (ca. 716) vendte Liutprand sig fra sin tidligere allierede i Bayern for at alliere sig med Karl Martell, frankernes rigshovmester (og de facto konge), hvis søn Pipin den lille han adopterede og trænede i våbenbrug. I 736 – 737 krydsede Liutprand Alperne med en hær for at hjælpe Karl, der da var optaget i nord af krig med sakserene, med at smide indtrængende maurere ud fra Provence, hvilket igen styrkede hans navn som kristendommens beskytter.

## Kirkestaten
I år 728 mødtes Liutprand med pave Gregorius II i Sutri langs den gamle romerske vej Via Cassia. De to nåede frem til en aftale ifølge hvilken Liutprand overdrog nogle bjergbyer i Latium (Vetralla) til paven, som – ifølge Liber Pontificalis var "en gave til de hellige apostele Peter og Paulus". Dette var den første udvidelse af pavens territorium uden for Hertugdømmet Roms grænser og blev derved begyndelsen på Kirkestaten.
I 738 blev en lang periode med fred afbrudt af den oprørske hertug af Spoleto, Thrasimund. Da oprøret var blevet nedkæmpet og Liutprands egne nevøer indsat i Spoleto og Beneventum, flygtede hertugerne til Rom for at søge beskyttelse hos pave Gregorius III. Liutprand begyndte da at erobre provinsen omkring Rom – Ducatus Romanus – og efter at have indtaget Orte og Bomarzo ankom han til Rom. Paven sendte en udsending til Karl Martell for at bede om hjælp og lovede ham belønning i både dette og det næste liv (forsiden af brevet er bevaret ) og gav ham titlen patricier. Karl ignorerede pavens overdrevne retorik mod hans allierede Liutprand og sendte i stedet sin egen udsending sydover for at forhandle mellem de to parter; men før der var nået nogen fremskridt i forhandlingerne, var både pave (741) og franker døde. Kort efter Gregorius død og valget af efterfølgeren pave Zacharias underskrev Liutprand med glæde en tyveårs fredsaftale og gav de romerske byer tilbage til paven. Kort efter endte hans regeringsperiode i fred.

## Død
Liutprand døde i januar 744, og hans lig er bevaret – sammen med hans fars Ansprand – i kirken San Pietro in Ciel d'Oro i Pavia og i nærheden af det kloster han fik opført til at huse relikvier efter Sankt Augustin af Hippo som han havde købt af saracenske pirater på Sardinien i 723 og doneret til Pavia.